# Лаврухина, Августа Константиновна
Августа Константиновна Лаврухина (18 ноября 1919 года, Казань — 9 марта 2006 года, Москва) — учёный-химик, лауреат премии имени В. Г. Хлопина (1965).

## Биография
Родилась 18 ноября 1919 года в Казани.
В 1941 году — окончила Казанский Государственный университет, специальность «физическая химия». Работала в Биогеохимической лаборатории АН СССР.

В 1957 году — защитила докторскую диссертацию.
В 1965 году — присуждено ученое звание профессора.
С 1947 г. научный сотрудник Института геохимии и аналитической химии им. В.И. Вернадского АН СССР. 
С 1965 по 1988 годы — заведующая специализированной Лабораторией космохимии ГЕОХИ, созданной по инициативе академика А. П. Виноградова (Черноголовка).
Умерла 9 марта 2006 года.

### Научная деятельность
Крупный учёный в области радиохимии, ядерной химии, физики космических лучей и метеоритики.
Область её научных интересов охватывала такие проблемы, как нуклеосинтез вещества Солнечной системы, генезис протопланетного облака, дифференциация химических элементов в протопланетном облаке и природа первичного вещества Земли.
Установила процессы, протекавшие в астрофизических объектах и обусловившие характерные особенности изотопного и элементного состава вещества Солнечной системы.
Предложила новые модели нуклеосинтеза изотопов лития, бериллия, бора, дейтерия и гелия-3; показано наличие в протопланетном облаке изотопически различающихся резервуаров вещества; обоснована космическая шкала времени нуклеосинтеза и эволюции Вселенной.
При её активном участии в течение многих лет проводились совместные исследования в научных центрах Китая, Венгрии, Чехословакии, Польши, Болгарии, Индии.
Результаты исследований опубликованы более чем в 600 научных работах. Автор одиннадцати монографий.

## Награды
- Орден «Знак Почёта»
- Премия имени В. Г. Хлопина (1965) — по совокупности работ в области применения радиохимических методов
- 6 медалей